# Balogh Kálmán (orvos)
Balogh Kálmán (Szolnok, 1835. szeptember 28. – Budapest, 1888. július 15.) magyar orvos, egyetemi tanár.

## Élete
A gimnáziumi tanfolyamot az egri líceumban, az orvosit a budapesti egyetemen végezte. 1859-ben lett orvosdoktor. Mint fiatal orvos a nagy hírű Czermak Nepomuk János tanár mellett segédkezett. 1860 augusztusában a pesti élettani tanszékhez két évre tanársegédnek kineveztetett. 1863-ban a kórélettanból magántanári képesítést nyert és azon év november 1-jén a kolozsvári orvos-sebészi intézethez neveztetett ki rendes tanárnak, hol a sebészek számára az élettant, általános kórtant és törvényszéki orvostant adta elő és a klinikán boncolásokat végzett. 1867 szeptemberében a budapesti tudományegyetemen az elméleti orvostan, 1872 áprilisától a gyógyszertan rendes tanára, a gyógyszertani intézet igazgatója, a királyi természettudományi társulat első alelnöke lett. A belügyminisztérium a közegészségügyi tanács tagjává nevezte ki; a király a Vaskoronarend III. osztályával díszítette fel. A Magyar Tudományos Akadémia 1864. január 20-án levelező, 1877. május 24-én rendes tagjává választotta.

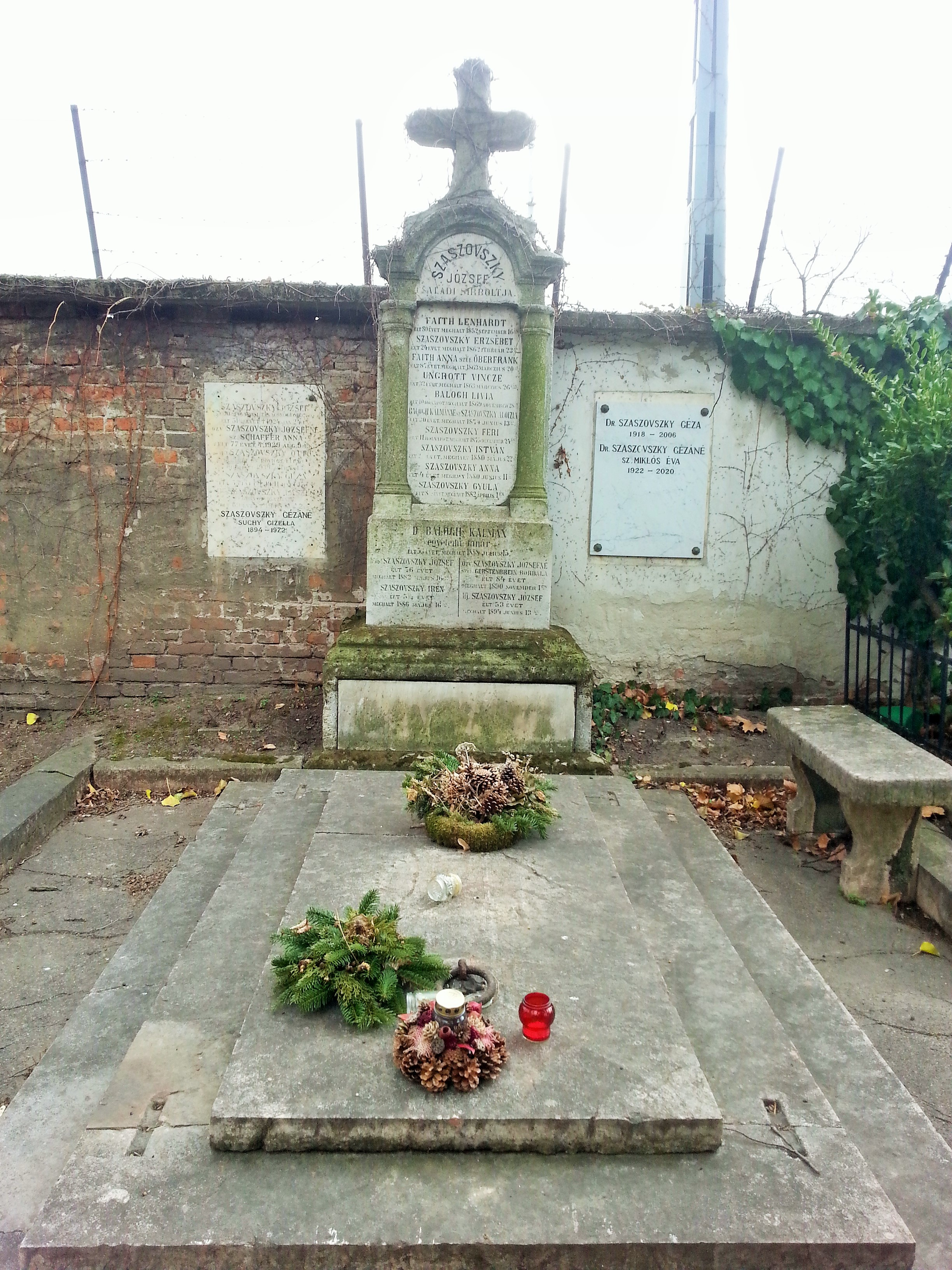
Sírja a Fiumei úti sírkertben 2022-ben

Nyughelye a Fiumei úti sírkertben van felesége, Szaszovszky Alojzia (1843. május – 1874. június 13.) családjának sírboltjában.

## Munkái
1. Der Klauenschlauch des Schafes. Wien, 1860. Moleschott: Untersuchungen VII. köt.-ből különnyomat.)
2. Das Jacobson’sche Organ des Schafes. Uo. 1860. (A bécsi Sitzungs-Berichte XLII. köt.-ből különnyomat.)
3. Az ember élettana. Pest, 1862–64. két kötet (I. kötete 1864-ben a Marczibányi alapítványból 200 aranynyal jutalmaztatott.)
4. Általános kór- és kórjelzéstan. Uo. 1865.
5. Gyógyszertan. Uo. 1866.
6. Az orvosi jogtudomány elvei és gyakorlata. Taylor Atfred Swaine után ford. 3 kötet. Uo. 1869–71. (M. Orvosi Könyvkiadó-társulat Könyvtára. IX. XII. XIII. k.)
7. Magyar gyógyszerkönyv. Pharmacopoea Hungarica. Uo. 1871. (Növénytani gyógyszerismei részét irta.)
8. Az agy féltekeinek és a kis agynak működéséről. Uo. 1876. (Értek. a term. tud. kör. VII. 8.) REAL-EOD
9. Az agy befolyásáról a szivmozgásokra. Uo. 1876. (Értek. a term-t. kör VII. 10.) REAL-EOD
10. Lázas bántalmak egyik okbeli tényezőjéről. Uo. 1878. (Értek. a term. tud. kör. VIII. 15.) REAL-EOD
11. A magyar gyógyszerkönyv kommentárja. Uo. 1879. (A m. tud. akadémia által 1800 frt jutalomban részesített munka.)
12. Orvosi műszótár. Többek közreműködésével. Bpest. 1883.
13. Megemlékezés Bernard Claude fölött. Uo. 1880. (Értek. a term. t. kör. IX. 24.) REAL-EOD
14. A vér szétosztásáról az emberi testben. Uo. 1880. (Népszerű Term. Előadások 19.)